# Біленький Іван Михайлович
Іван Михайлович Біленький (нар. 1894 (за іншими даними 1897), Решетилівка) — голова ради старшин (кошовий отаман) повстанських загонів на Полтавщині, що боровся у 1920–1921 роках проти більшовицько-московського терору. 

## Життя до 1917 року
Іван Михайлович Біленький народився в містечку Решетилівка у 1894 році /за іншими даними у 1897 році/ у родині селянина середнього достатку.
У Решетилівці закінчив вище початкове училище і займався хліборобством та чинбарством (обробітком шкіри). Під час Першої світової війни був мобілізований до російської армії, воював на російсько-австрійському фронті, де і зустрів повалення самодержавства у Росії.

## Іван Біленький і Українська революція (1917—1920)
Під час Української революції Іван Біленький був у Решетилівці членом Решетилівського волосного осередку Української партії соціалістів-революціонерів (партії есерів, що пізніше перейняла назву «партії українських комуністів-боротьбистів», які  виступали за радянську форму влади, але в незалежній Українській державі). Осередок очолювали решетилівські активісти Іван Яременко та Пилип Коваленко. 
Спочатку Іван Біленький був рядовим членом повстанських загонів, які на Полтавщині боролися проти гетьмана Павла Скоропадського, генерала Денікіна, а потім і проти Директорії УНР. Але не відомо,, яку посаду він обіймав у повстанських загонах, і в яких регіонах Полтавщини діяв. Після розгрому Денікінщини Іван Біленький ймовірно очолював Решетилівську волосну міліцію .

## Голова ради старшин (кошовий отаман) повстанських загонів Полтавщини (1920—1921)
На шлях боротьби з радянською владою Іван Біленький став навесні 1920 року. Саме у цей час після третього приходу Червоної армії в Україну почалося роззброєння повстанських загонів, які хоч і боролися проти Денікіна, але водночас не визнавали більшовицького режиму, тривала насильницька мобілізація українських юнаків до Червоної армії, запроваджувалася продовольча розкладка і була ліквідована Українська партія комуністів-боротьбистів, до якої належав майбутній отаман.
Навесні 1920 року у Булановому лісі поблизу Полтави, зібралися за радянськими даними, від однієї до трьох тисяч повстанців,, які мали на озброєнні дві гармати, але без снарядів, два кулемети, але без набоїв, мало гвинтівок і мисливських рушниць. Більшість повстанців була озброєна холодною зброєю: сокирами,к осами, вилами і саморобними піками. Переважно це були селяни Полтавського повіту, які піднялися на боротьбу, щоб захистити свої сім’ї та нажите тяжкою працею майно від грабежів продовольчих загонів, і юнаки, які не бажали брати участь у розв’язаній більшовиками братовбивчій війні за примарні комуністичні ідеали.
Навесні 1920 року Полтава була переповнена насильно мобілізованими до Червоної армії українськими юнаками. Але місцева більшовицька влада через ненадійність боялася використовувати їх у боротьбі з повстанцями. Основною каральною силою в її руках стали надіслані з Росії червоноармійські частини. 
Повстанці під проводом Івана Біленького спочатку діяли у Булановому лісі, а потім у приворсклянських лісах від Полтави до Нових Санжар. 
Біленький також установив контакт з іншими повстанськими загонами, що діяли на Полтавщині, зокрема в околицях Полтави. У районі Зінькова діяли отаман "Шуба" (Петро Новохацький) , у Василівській волості – Володимир Вовк, у Диканській — Борис Кутовий, у селі Гора – Макар Портнов. На північ від Полтави, обабіч Ворскли, боротьбу вів Прокіп Тацій – уродженець села Березівка Василівської волості, який після ліквідації боротьбистів порвав із більшовиками і пішов до лісу. Повстанці планували звільнити Полтаву, яку фактично блокували з усіх сторін повсталі селяни. Влада червоної орди трималася лише в містах. 
У самій Полтаві розповсюджувалися відозви зі закликом до повстання проти більшовицького режиму. Всенародний рух Опору навіть змусив губернську Чека звернутися до Полтавського архієпископа з проханням умовити населення припинити збройну боротьбу проти радянської влади.
У Булановому лісі поступово склалося єдине командування. Головою ради старшин (кошовим отаманом) було обрано Івана Біленького, начальником штабу – колишнього штабс-капітана російської армії, уродженця Малої Перещепини Рудявського, помічниками кошового отамана були також уродженці Малої Перещепини осавули Семен Носенко і Дмитро Олексенко, начальником розвідки – Пилип Литвиненко, а начальником тилу – Прокойда з Нікольської волості. Контррозвідку очолив Іван Тритяльський, а кавалерію – Йосип Сподарів. Ад’ютантами у кошового отамана були Підіпригора і Перекотиполе.
За словами Біленького, повстанці мало переймалися майбутнім політичним устроєм та системою державної влади в Україні. Їх головною метою було звільнення України від московсько-більшовицьких окупантів і побудова вільної, ні від кого незалежної держави.
На початку червня 1920 року члени полтавського підпільного комітету в лісі на дачі Сторожове скликали нараду отаманів повстанських загонів Полтавського повіту, на якій були присутні М.Гаврилко, В.Вовк, Василь Мізін, Іван Штефан, Андрій Дьяконенко, брати Іван та Андрій Бажули, керівник полтавського підпілля Юрченко, а також представник І.Біленького з Руновщанської волості. Учасники наради розглянули питання підготовки загального наступу повстанських загонів на Полтаву з метою звільнення з ув’язнення українських патріотів-підпільників. В.Вовк та І.Штефан пропонували зачекати з наступом, але решта висловилися за якомога швидший штурм міста. На тому й порішили.
Коли ж настала пора атакувати Полтаву, на визначене місце – урочище Ясенове між станціями Кочубеївка і Божкове – з’явилося всього два повстанських загони отаманів Горбася і Калабали, які привели з собою 250 озброєних повстанців та кілька представників від інших отаманів. Отаман В.Вовк не підтримав повстанців, а Іван Біленький конкретної відповіді не дав, і своїх людей не прислав. Атакувати малими силами повстанці не відважилися. Тому присутні вирішили мобілізувати більше повстанців і зібратися в урочищі Ясенове знову. Проте наступного дня з’явилися лише 50 чоловік. План визволення Полтави провалився.
Незабаром з диканських лісів до Біленького прибув загін отамана Черноти (Констянтина Чапліна), але довго з ними не пробув. Відсутність належної дисципліни та вишколу простих сільських хлопців стали тому причиною. Одначе Чернота пішов ненадовго. Вже за тиждень він повернувся, порівнявши загін Біленького з повстанцями отамана Люльки (Диканька). Влилися до повстанців отамана Біленького й поріділі загони отаманів Шуби та Новохацького. Повстанці Біленького були обмежені в зброї та набоях. Вони не змінювали місця дислокації в Булановському лісі, тому їхнє оточення більшовиками було справою часу.
На початку червня 1920 р. повстанці Біленького розгромили Абазівський, Байрацький і Балясненський волосні виконкоми, знищивши більшовицьку залогу. 10 червня, в ході захоплення станції Мала Перещепина повстанці захопили в полон 12 червоноармійців. Згодом їх, обеззброєних, відпустили, наказавши не воювати і забиратися геть з України. Слідом за цією операцією повстанці здійснили кілька нападів на залізничні станції. Активність повстанців привернула увагу більшовиків. Червоні спланували широку каральну операцію проти повсталих селян. Вони задіяли 220 червоноармійців 49-ї бригади ВОХР, що базувалася у Полтаві, роту курсантів Полтавських піхотних курсів червоних командирів (150 вояків), 50 кавалеристів, 75 піших і 13 кінних міліціонерів. Червоні наступали правим берегом Ворскли. З лівого, повстанців блокували з'єднані загони міліції, а зі станції Головач карателів підтримував бронепоїзд № 83 «Красный казак».
Операцію почали в ніч на 11 червня 1920 року. Наступали з двох боків: від Нижніх Млинів та від Малої Перещепини. Червоні прагнули оточити повстанців, притиснути їх до Ворскли й знищити вщент. Попервах більшовикам таланило: вони легко здолали заслони повстанців й прорвалися до Буланового лісу, але розвинути успіх не вдалося. З настанням темряви курсанти випадково зіткнулися з червонцями 30-батальйону ВОХР і кілька годин воювали між собою. Решта більшовицького війська таки дійшла до табору повстанців, проте селяни дали їм рішучу відсіч. Виходячи з рапорту радянського командування «бандити відбивалися і відстрілювалися до останнього набою». Коли ж у повстанців закінчилися набої - червоні пішли в штикову атаку. Почалося побоїще. Більшовики полонених не брали. За даними червоного командування за час операції вбито майже 200 повстанців, захоплено кулемет, гвинтівки, обрізи, 20 коней і дві тачанки та друкарська машинка на якій повстанці друкували свої відозви. Відчутних втрат зазнали й більшовики. За спогадами Чапліна (Чорноти) червоні швидко пішли з Буланового лісу. Священики з навколишніх сіл поховали вбитих повстанців у спільній могилі. Після бою в Біленького зосталося не більше 35 погано озброєних повстанців, решта розійшлися хто куди.
Після поразки в Булановому лісі отаман Біленький повів свій загін на Кобеляччину. У селі Буняківці Кобеляцького повіту, де знаходився штаб отамана Скирди, відбулася нарада отаманів повстанських загонів, на якій були присутні також Мошенський, Авдієнко, і О.Молчанов. Біленького супроводжував Чернота. Учасники наради радили Біленькому приєднуватися до них, але той вагався. Вирішальну роль зіграв Чернота переконавши отамана повертатися до рідних країв, мотивуючи своє рішення тим, що потрібно повертатися в околиці Полтави, де легше дістати зброю і де повстанці мають підтримку місцевого населення та «своїх людей» в органах радянської влади.  
По поверненню відбулась ще одна нарада. Було вирішено створити Головний штаб повстанських військ губернії, щоб об'єднати розрізнені загони та сприяти узгодженню дій. Та через зраду цей штаб не виконав свого завдання. Біленький продовжував докучати червоним, відновивши табір в Булановому лісі. До нього навіть прибула білогвардійська делегація, пропонуючи воювати за «нєдєлімую», але повстанці у відповідь мало не вбили посланців барона Врангеля.
06 серпня 1920 року до села Тростянець із лісу приїхало 9 повстанців (селяни говорили «добродіїв», а не «товаріщей») з синьо-жовтим стягом, із написом «Заплакала Україна — усміхнеться мати» та зі співом «Ще не вмерла Україна» на устах. Провели сход, прийняли новобранців. Невдовзі атакували Мачушанський волосний виконком, та в село випадково забрів великий загін червоних й потіснив повстанців. 
Протягом осені повстанці Біленького атакували поїзди та станції в межах Полтавського та Кобеляцького повітів. Виловлювали сексотів та били дрібні більшовицькі загони. Боротьба не припинялася й взимку 1920-21років. Так 20 грудня близько півтори сотні селян озброєних вилами, кілками та обрізами напали на станцію Руденківка на курсантів, котрих прислали для проведення продрозкладки. Після розправи повсталі зникли в напрямку с. Мала Перещепина.
Зневірившись у спробах знищити повстанський рух в Україні силою зброї та репресій, комуністичний уряд УРСР на початку березня 1921 року оголосив політичну амністію учасникам національно-визвольних змагань з тим, щоб розколоти їхні ряди, посіяти розбрат між отаманами і рядовими. 
08 квітня 1921 року отаман Біленький разом зі штабом свого загону, повіривши оголошеній Радянським урядом політичній амністії, з’явився до голови Полтавської губернської ЧеКа Рудакова та склав зброю.  
Однак поворот цієї історії виявився досить несподіваним. Чекісти намагалися змусити його “спокутувати провину” перед радянською владою і включили до складу “ударної групи по боротьбі з бандитизмом”. Проте колишній отаман не хотів бути карателем і, прихопивши видану зброю, знову пішов до лісу”.
Затримали його в 1923 році після нападу повстанців Є.Фастівця на Малоперещепинський паровий млин. Оскільки участь Біленького в нападі не була доведена, його відпустили.

## Цивільне життя. Арешт. В'язниця. Заслання
Спочатку Іван Біленький проживав у селі Мала Перещепина, потім перебрався у Решетилівку, де разом із дружиною займався вичинкою шкір і торгівлею рибою. 
У 1924 році із родиною переїхав у місто Карлівку, але щороку влітку приїжджав в Решетилівку, де як спадок мав невелику ділянку землі. Участі в політичному житті не брав, абсолютно уникаючи будь-яких розмов на політичні теми. 
З 1922 року відвідував у Решетилівці зібрання євангельських християн-баптистів, хоча офіційно до громади не вступав.
23 березня 1928 року Біленький був заарештований Полтавським окружним відділенням ГПУ. Йому пригадали повстанське минуле і звинуватили у намірі «створити банду під час відкриття внутрішніх фронтів». Слідство у Полтаві не змогло підтвердити безглуздих звинувачень, і тоді Полтавський окружний відділ ГПУ направив подання до ОГПУ в Харкові. Там Івана засудили до трьох років ув'язнення, а потім у 1931 році – до трьох років вислання до Мордовії, які пізніше замінили безстроковим висланням.
У 1937 році, попри заборону, колишній отаман нелегально приїжджав на Полтавщину подивитися на рідні місця (зокрема був у селі Мала Перещепина) та показати матері і тещі фотографії внуків. Це йому не пробачили і після повернення у Мордовію він безслідно зник у одному із таборів ГУЛАГу.

## Родина
Перша дружина отамана Олена померла (рік смерті невідомий). Від шлюбу з нею І. Біленький мав сина Петра та доньку Наталію (Нелю) /фото 1/. 

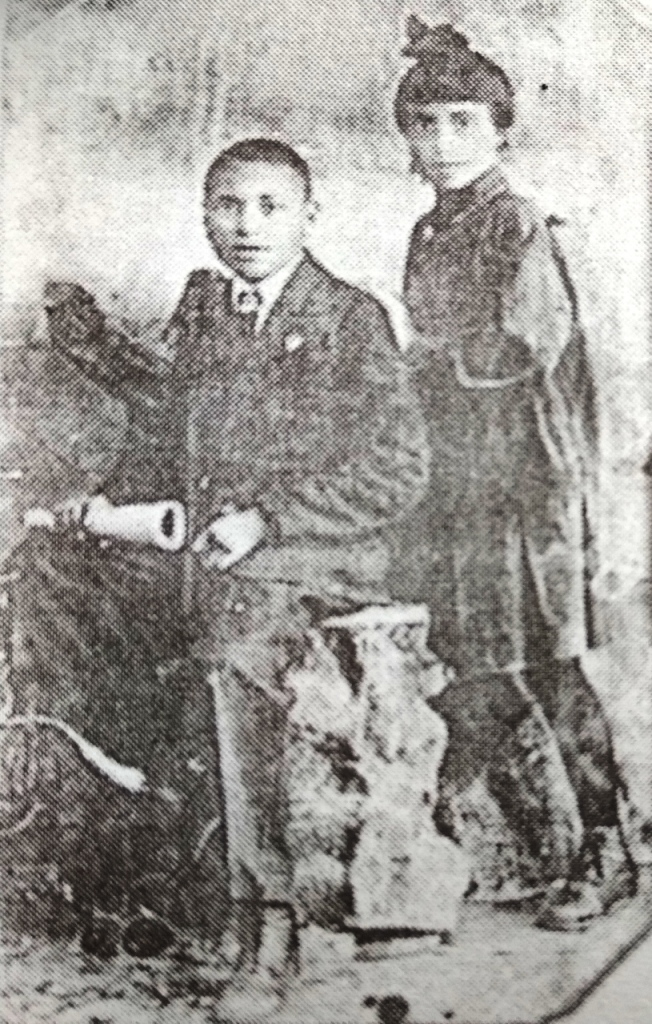
Фото 1. Петро та Наталія Біленькі.

Згодом одружився вдруге з сільською дівчиною Марією, яка разом з дітьми поїхала в Мордовію та розділила з І.Біленьким долю політичного засланця /фото 2/. 
Під час радянсько-німецької війни сліди дітей загубилися.

## Реабілітація
У 1994 році Іван Біленький був повністю реабілітований як жертва політичних репресій.

## Вшанування пам'яті
У селі Плоске вулицю Колгоспну перейменували на вулицю Івана Біленького.